# Physalaemus maculiventris
Physalaemus maculiventris är en groddjursart som först beskrevs av Lutz 1925.  Physalaemus maculiventris ingår i släktet Physalaemus och familjen Leiuperidae. IUCN kategoriserar arten globalt som livskraftig. Inga underarter finns listade i Catalogue of Life.